# Chad francés
El Territorio de Chad (en francés: Territoire du Tchad) fue una parte del imperio colonial francés entre 1900-1960. El régimen colonial bajo los franceses comenzó en 1900 cuando se creó el Territorio Militar de Chad. A partir de 1905, Chad estuvo vinculada a la federación de las posesiones coloniales francesas en África Oriental, conocido a partir de 1910 bajo el nombre de África Ecuatorial Francesa. Francia conquistó las últimas entidades políticas independientes en Chad en 1917 y había derrotado las últimas insurgencias nativas importantes en 1920, pasando entonces a la administración civil francesa.
Chad se distinguió en 1940 por ser, bajo el gobierno de Félix Éboué, la primera colonia francesa en unirse a la Francia Libre. Después de la Segunda Guerra Mundial, los franceses permitieron una cantidad limitada de representación de la población africana, inaugurando el camino para el choque en la arena política entre la oposición basada en el Partido Progresista (PPT) y la islámica conservadora Unión Democrática del Chad (UDT). Fue finalmente el PPT el que salió victorioso y llevó al país a la independencia en 1960 bajo la dirección de François Tombalbaye.

## Historia

### Conquista francesa
El Interés europeo en África en general creció durante el siglo XIX. En 1887, Francia, motivada por la búsqueda de la riqueza, condujo al interior sus establecimientos en el centro de África para reclamar el territorio de Ubangui-Chari (actual República Centroafricana). Alegó esta área como zona de influencia francesa, que ocupaba parte de lo que hoy es el sur de Chad. A principios de la década de 1890, las expediciones militares francesas enviadas a Chad se encontraron con las fuerzas de Rabih az-Zubayr, que había estado llevando a cabo redadas de esclavos (razzias) en el sur de Chad a lo largo de la década de 1890 y habían saqueado los asentamientos de Bornu, Baguirmi y Uadai.
Émile Gentil, oficial de la marina francesa fue enviado en 1895 en una misión militar para encontrar una ruta práctica desde Gabón hasta el lago Chad. Remontó el río Congo en el barco de vapor Léon-Blot, que después desmontó y se transportó a través de la selva hasta llegar a los tramos navegables del río Ubangui y luego a su afluente, el Kemo, luego se transportó de nuevo por tierra hasta el río Chari, y posteriormente descendió hasta el lago Chad, que alcanzó en 1897. Esta expedición permitió conocer mejor la zona y fue seguida en 1899–1900, por otra expedición claramente militar de tres columnas armadas que tenía por objetivo vincular todas las posesiones francesas en el África occidental: la Misión Gentil, que procedería hacia el norte desde el Congo francés; la infame Misión Voulet-Chanoine, que avanzaría al este desde Níger; y la Misión Foureau-Lamy, que llegaría desde Argelia en dirección sur. Tras años de compromisos indecisos, los franceses lograron derrotar finalmente a Rabih az-Zubayr en la batalla de Kousséri en 1900. En los años siguientes, los franceses se expandieron gradualmente hacia el este y el norte de Chad, encontrando una fuerte resistencia, como durante la guerra de Wadai, y en Tibesti y Borkou.

### Administración colonial
Dos temas fundamentales dominaban la experiencia colonial de Chad con los franceses: una ausencia de políticas destinadas a unificar el territorio y un ritmo excepcionalmente lento de modernización. En la escala francesa de prioridades, la colonia de Chad ocupaba cerca de la parte inferior; era menos importante que los territorios no africanos, que el Norte de África, África Occidental o incluso las otras posesiones francesas en África central. Los franceses percibían a Chad principalmente como una fuente de algodón y sin formación laboral que se utilizará en las colonias más productivas del sur. Dentro de Chad no había ni la voluntad ni los recursos para hacer mucho más que mantener una apariencia de ley y orden. De hecho, incluso esta función básica del gobierno a menudo se descuidó; durante todo el período colonial, amplias zonas de Chad nunca se regían efectivamente desde Yamena (llamado Fort-Lamy antes de septiembre de 1973).
Chad se vinculó en 1905 con tres colonias francesas al sur de Ubangui-Chari, Congo Medio (actual Congo-Brazzaville) y Gabón. Pero no recibió estatus de colonia separada o una política administrativa unificada hasta 1920. Se administraron las cuatro colonias juntas como el África Ecuatorial Francesa, bajo la dirección de un gobernador general estacionado en Brazzaville. El gobernador general tenía amplio control administrativo de la federación, incluida la seguridad externa e interna, asuntos económicos y financieros y todas las comunicaciones con el ministro francés de las colonias. Los tenientes gobernadores, también nombrados por el gobierno francés, se esperaba que implementaran en cada colonia las órdenes del gobernador general. La administración central en Brazzaville era estrechamente controlada por los tenientes gobernadores a pesar de los esfuerzos reformistas hacia la descentralización entre 1910 y 1946. El vicegobernador de Chad tenía una mayor autonomía debido a la distancia de Brazzaville y porque había mayor interés de Francia en las otras tres colonias. En cuanto al número de tropas desplegadas en el país, había tres batallones, un total de 3.000 soldados.
En la enorme región de Borkou-Ennedi-Tibesti, el puñado de administradores militares franceses pronto llegó a un acuerdo tácito con los habitantes del desierto; los senderos de caravanas siempre mantuvieron niveles relativamente seguros y mínimos, la administración militar (con sede en Faya Largeau) solía dejar a la gente en paz. En el centro de Chad, el dominio francés era sólo un poco más sustancial. En las prefecturas de Uadai y Biltine, la resistencia endémica siguió contra los franceses y, en algunos casos, contra cualquier autoridad que intentara suprimir el bandidaje y el bandolerismo. La administración colonial poco personal proporcionó una débil supervisión para la más árida Prefectura de Kanem y las zonas escasamente pobladas de las prefecturas de Guéra y Salamat. Las Anticuadas razzias continuaron en la década de 1920, y se informó en 1923 que un grupo de senegaleses musulmanes en su camino a La Meca habían sido capturados y vendidos como esclavos. No dispuesto a gastar los recursos necesarios para una administración eficaz, el gobierno francés respondió con una coacción esporádica y una creciente dependencia de gobierno indirecto a través de los sultanatos.
Francia logró gobernar efectivamente sólo el sur, pero hasta 1946 la dirección administrativa vino de Bangui en Ubangui-Chari en lugar de Yamena. A diferencia del norte y centro de Chad, un sistema colonial francés de la administración civil directa se estableció entre los Sara, una etnia del sur, y sus vecinos. Además, a diferencia del resto de Chad, un modesto nivel de desarrollo económico se produjo en el sur debido a la introducción en 1929 de la producción a gran escala de algodón. Las remesas y las pensiones a los sureños que sirvieron en el ejército francés también mejoran el bienestar económico.
Pero incluso las ventajas de más ingresos, escuelas y carreteras no pudieron ganar el apoyo popular de los franceses en el sur. Además de las quejas anteriores, como porteo forzado (que se cobró miles de vidas) y la reubicación del pueblo, agricultores del sur resentían las obligatorias cuotas para la producción de algodón, que Francia compró a precios artificialmente bajos . Los Jefes de Gobierno protegidos abusaron aún más de esta situación. Los jefes se resintieron aún más porque eran generalmente las creaciones artificiales de los franceses en una región de sociedades sin Estado. Esta coincidencia de tratamiento y el marco organizativo colonial comenzó a crear durante este período un sentido de nacionalidad en la etnia Sara entre las personas cuyas identidades colectivas previamente se había limitado a pequeños grupos de parentesco.
Aunque Francia había presentado un esfuerzo considerable durante la conquista de Chad, la administración subsiguiente del territorio era poco entusiasta. Los funcionarios de la administración colonial francesa resistieron asignaciones a Chad, por lo que los mensajes fueron a menudo para los principiantes o para los funcionarios fuera de favor. Un historiador del imperio de Francia ha llegado a la conclusión de que era casi imposible ser demasiado demente o depravado para ser considerado no apto para el servicio en el Chad. Aun así, los grandes escándalos ocurrieron periódicamente, y muchos de los puestos permanecieron vacantes. En 1928, por ejemplo, el 42% de las subdivisiones de Chad carecía de administradores oficiales.
Un evento ocurrió en 1935 que iba a tener consecuencias de gran alcance a través de los años 1970 y 1980. En ese año, la administración colonial francesa negoció un ajuste en frontera con Italia , los amos coloniales de Libia. El ajuste habría trasladado la frontera libio-Chad unos 100 kilómetros al sur a través de la Franja de Aouzou . Aunque el legislador francés nunca ratificó el acuerdo, las negociaciones forman parte de la base de la reivindicación de Libia de la zona en décadas posteriores.

### Félix Eboué
En 1940 Chad se hizo internacionalmente prominente cuando su teniente gobernador, Félix Éboué, llevó el resto de la federación del África Ecuatorial Francesa (AEF) a apoyar a la Francia libre bajo Charles de Gaulle en lugar de apoyar al gobierno de la Francia de Vichy. Chad se convirtió en la base para el coronel Jacques Leclerc para la conquista del Fezzan (1940-1943), y todo el episodio se convirtió en la base de un vínculo sentimental duradero entre Chad y la Francia de la generación de De Gaulle. Más fondos y atención fluyeron a Chad que nunca antes, y Eboué se convirtió en el gobernador general de toda la AEF en noviembre de 1941.
Nacido en la Guayana Francesa de parentesco africano-europeo, Eboué estaba muy interesado en los problemas de la dislocación cultural resultante de la marcada modernización en África. Él trabajó para devolver la autoridad a los auténticos líderes tradicionales a su vez que los capacitó en técnicas administrativas modernas. Reconoció un lugar para los profesionales africanos de clase media en las ciudades, pero se opuso a la migración de los trabajadores a las ciudades, el apoyó en lugar la creación de industrias rurales integradas donde los trabajadores podían permanecer con sus familias. Cuando Eboué murió en 1944, la AEF perdió una importante fuente de ideas progresistas, y Chad perdió a un líder con una considerable influencia en Francia.

### Asamblea territorial de Francia
Los votantes franceses rechazaron muchas de las ideas progresistas de Eboué y otros las apoyaron después de que la Segunda Guerra Mundial terminó. Sin embargo, la Constitución que fue aprobada en 1946 otorgó al Chad y a otras colonias africanas el derecho de elegir una asamblea territorial con poderes limitados. La Asamblea eligió a su vez delegar en el Consejo General francés de toda la AEF. La posición del gobernador general se designó de nuevo alto comisionado, y cada territorio ganó el derecho de elegir a los representantes de los órganos parlamentarios franceses, entre ellos la Asamblea Nacional , el Consejo de la República y la Asamblea de la Unión Francesa . Los pueblos africanos se convirtieron en ciudadanos franceses, y las colonias fueron designadas territorios de ultramar de Francia. Pero el lugar real de la autoridad permaneció en París , también porque las reformas de 1946 habían sancionado la existencia de una institución universitaria dual para la votación, con una reservada para los europeos en el Chad; los africanos sólo podían votar por el Collège des autóctonos .El Personal francés continuo dominando la administración de la AEF . Un intento formal se hizo para entrenar a los chadianos para que ejerzan servicios civiles antes de 1955.

### Política local
Hasta principios de la década de 1950, las fuerzas políticas originarias de Francia dominaron el desarrollo de la política en el Chad. Las elecciones locales fueron ganadas en gran parte por los miembros de la Unión Democrática de Chad ( Unión Democrática Tchadienne o UDT), fundada en 1946, que se asoció con un partido político en Francia, la Agrupación gaullista del Pueblo francés . La UDT representaba los intereses comerciales franceses y un bloque de líderes tradicionales compuestos principalmente por nobles musulmanes y Uadianos  .La Comunidad europea de Chad inició la práctica de utilizar la función pública con fines político-partidistas;los Funcionarios africanos que fueron identificados con las organizaciones que se oponen a la UDT pronto se encontraron despedidos o trasladados a puestos lejanos. Por ejemplo, François Tombalbaye (que después sería presidente ) perdió su trabajo como maestro y terminó haciendo ladrillos a mano a causa de sus actividades sindicales y su papel en la oposición del Partido chadiano Progresista (Partido Progresista Tchadien o PPT)
No obstante, en 1953 la política se estaba volviendo menos dominada por la comunidad Europea y el PPT se perfilaba como el principal rival de la UDT. El líder del PPT era Gabriel Lisette , un administrador colonial negro nacido en Panamá y extraditado a Chad en 1946.Fue Elegido como diputado de la Asamblea Nacional francesa, Lisette más tarde fue elegido como secretario general de la Agrupación Democrática Africana (Rassemblement Démocratique Africain o RDA), un partido interterritorial, de orientación marxista considerados bastantes radicales en su momento. El PPT se originó como una rama territorial de la RDA y se convirtió rápidamente en el vehículo político de no musulmanes del país . Los Gobernantes tradicionales perciben el PPT a ser la antítesis de sus intereses y reconocieron que la asamblea territorial local podría afectar negativamente a sus ingresos y poder. Estos factores persuadieron a que los gobernantes tradicionales se vuelvan más activas en la UDT, que, a causa de las divisiones internas, que había cambiado su nombre a finales de 1950 para la Acción Social del Chad ( Acción Social Tchadienne o AST).
Aunque los nombres de los partidos cambian con frecuencia y los cismas entre facciones dramáticos ocurrieron a lo largo de la década de 1950, la competencia electoral era esencialmente entre tres bloques políticos: la UDT [AST], el PPT, y los aliados de Ahmed Koulamallah de las prefecturas Chari-Baguirmi y Kanem . Un político inteligente y carismático líder de la hermandad islámica Tiyaniyya en el Chad, Koulamallah hizo campañas en diferentes tiempos y lugares, como miembro de la nobleza Baguirmi  (que era un distanciado hijo del sultán ), un líder radical socialista , o un militante fundamentalista musulmán . Como resultado, la política en la década de 1950 fue una lucha entre el sur, que en su mayoría apoyaba al PPT, y el cinturón saheliano musulmán, lo que favoreció a la UDT [AST]. Koulamallah jugó un papel generalmente perjudicial en el medio.

### Mayor autonomía
En 1956 la Asamblea Nacional francesa aprobó el cuadro loi (ley habilitante), conocida como Ley de Reforma de Ultramar , que se tradujo en una mayor autonomía para el Chad y otros territorios africanos. Las reformas electorales ampliaron la reserva de los votantes, y el poder comenzó a cambiar a partir de las regiones del norte y centro de Chad escasamente pobladas hacia el sur más densamente poblado. El PPT se había vuelto menos militante, ganando el apoyo de los jefes en el sur y los miembros de la administración colonial francesa, pero no el de los intereses comerciales privados franceses. En las elecciones de 1957, celebradas el 31 de marzo, de 65 asientos, el PPT tomó 32; sus aliados, el Partido Socialista Independiente de Chad (TISP) y la UDT, tomó 15; el Chad Independiente y agrarista Rally (ceñido), una rama de la AST, 9; la AST, 8 y el último asiento fue a un candidato independiente. Como resultado de esta victoria, Lisette y el PPT formaron el primer gobierno africano en el Chad. Mantuvo una mayoría sólo alrededor de un año, sin embargo, antes de que las facciones que representan a los jefes tradicionales retiraran su apoyo a su gobierno de coalición.

### La Federación francesa frente a la plena independencia
En septiembre de 1958, los electores de todos los territorios franceses de África participaron en un referéndum sobre la Constitución de la Quinta República, elaborada bajo de Gaulle. Por una variedad de razones políticas y económicas, la mayoría de los grupos políticos de Chad apoyaron la nueva constitución, y todos votaron a favor de una resolución para convertirse en una república autónoma dentro de la Comunidad Francesa. Los otros tres territorios de la AEF votaron de manera similar, y en noviembre de 1958 la AEF se terminó oficialmente. La coordinación en temas tales como las costumbres y la moneda continuó entre los cuatro territorios a través de acuerdos por escrito o en una base ad hoc. No obstante, algunos chadianos apoyaron la creación de una federación francesa aún más fuerte, en lugar de la independencia. El principal defensor de esta propuesta fue Barthélemy Boganda de Ubangui-Chari, pero su muerte en 1959, y la vigorosa oposición de Gabón dio lugar a la independencia política de forma separada para las cuatro repúblicas.
Después de que la coalición de Lisette se derrumbara a principios de 1959, otras dos alianzas rigieron brevemente. Luego, en marzo, el PPT volvió al poder, esta vez bajo la dirección de Tombalbaye, un dirigente sindical y representante de la Prefectura de Moyen-Chari. Lisette, cuyo poder fue socavado a causa de sus orígenes no africanos, se convirtió en el primer ministro adjunto a cargo de la coordinación económica y los asuntos exteriores. Tombalbaye pronto consolidó suficiente apoyo político desde el sur y el norte para aislar a la oposición en una colección de líderes musulmanes conservadores del centro de Chad. De este último grupo se formó un partido político en enero de 1960, pero su representación parlamentaria constantemente cayó porque Tombalbaye cortejó a los miembros individuales del PPT. Por la independencia en agosto de 1960, el PPT y el sur habían alcanzado claramente el dominio, pero las habilidades políticas de Tombalbaye habían hecho posible que los observadores hablaran con optimismo sobre la posibilidad de construir una amplia coalición de fuerzas políticas.